# Erbschlö
Erbschlö ist heute ein Weiler im Wuppertaler Wohnquartier Erbschlö-Linde im Stadtbezirk Ronsdorf. Eine gleichnamige Straße wurde nach dem Weiler benannt. Der Weiler ist ein Teil der früheren Honschaft Erbschlö, der Herkunft der Familie Erbslöh.

## Geografie
Der teilweise von agrarisch genutzten Flächen umgebene Ort liegt in der Quellmulde des Erbschlöer Bachs, ein Zufluss des Blombachs, auf 285 m ü. NHN westlich des Blombachtals, nördlich des Gewerbegebiets Ronsdorf und südlich des ehemaligen Standortübungsplatzes Scharpenacken. Südlich des Weilers verläuft die Landesstraße 419. Zu den Gewerbeansiedlungen im kleinen Ort zählen eine Reitsportanlage, ein Gartenbaubetrieb und ein Wohnwagenhandel.

## Etymologie
Der Name Erbschloe bedeutet Vererbter Wald. Die Silbe Erbsch stammt von ahd. arpi. Aus diesem arpi wurde durch die einstämmige Kürzung im Genitiv arps und durch die mündliche Weitergabe herpes, erps, erbs und schließlich  erbsch Die zweite Silbe lö, eine Ableitung von Loh, ist als Synonym für Wald weit verbreitet.

## Geschichte

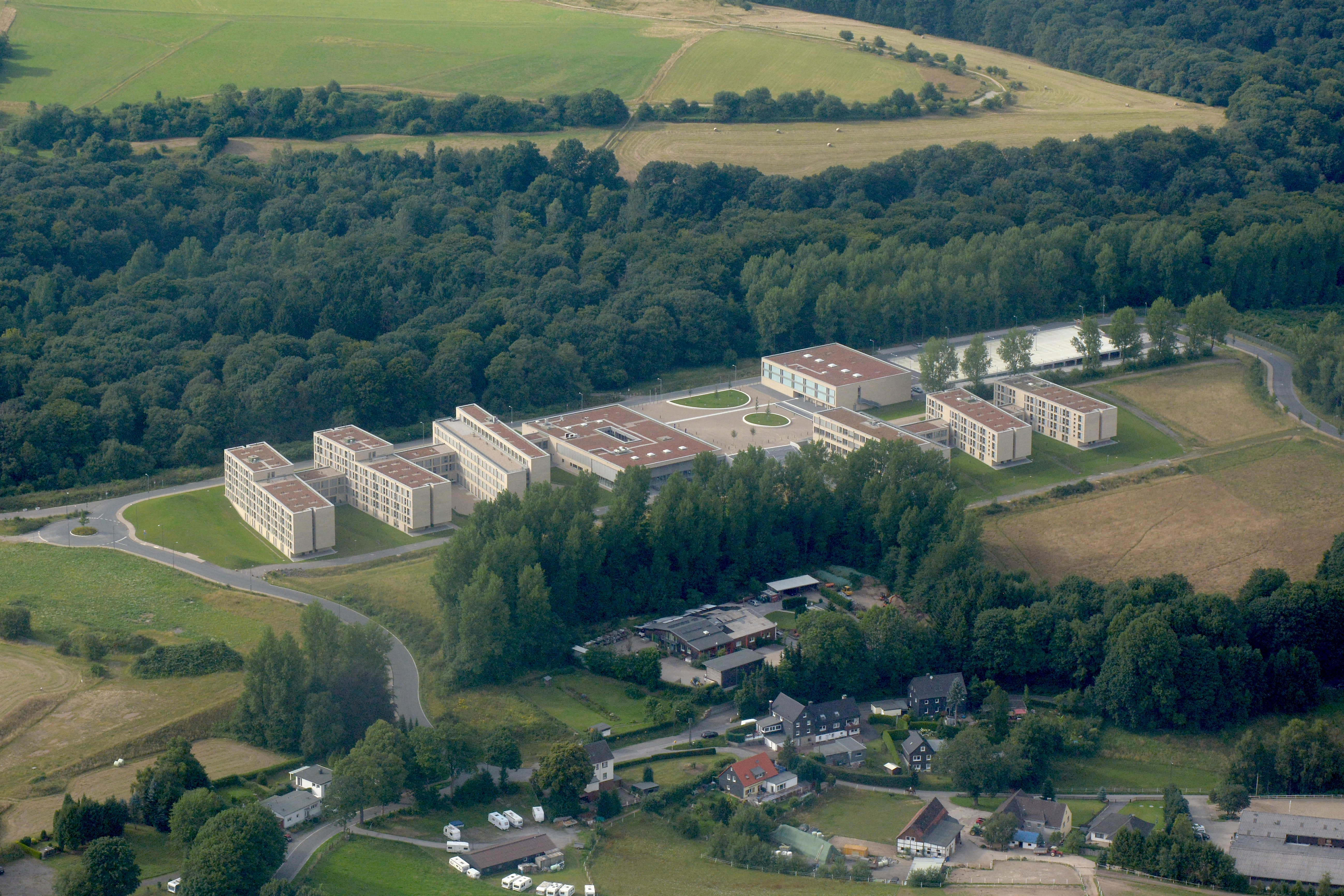
Die Justizvollzugsschule und die Landesfinanzschule NRW oberhalb von Erbschlö

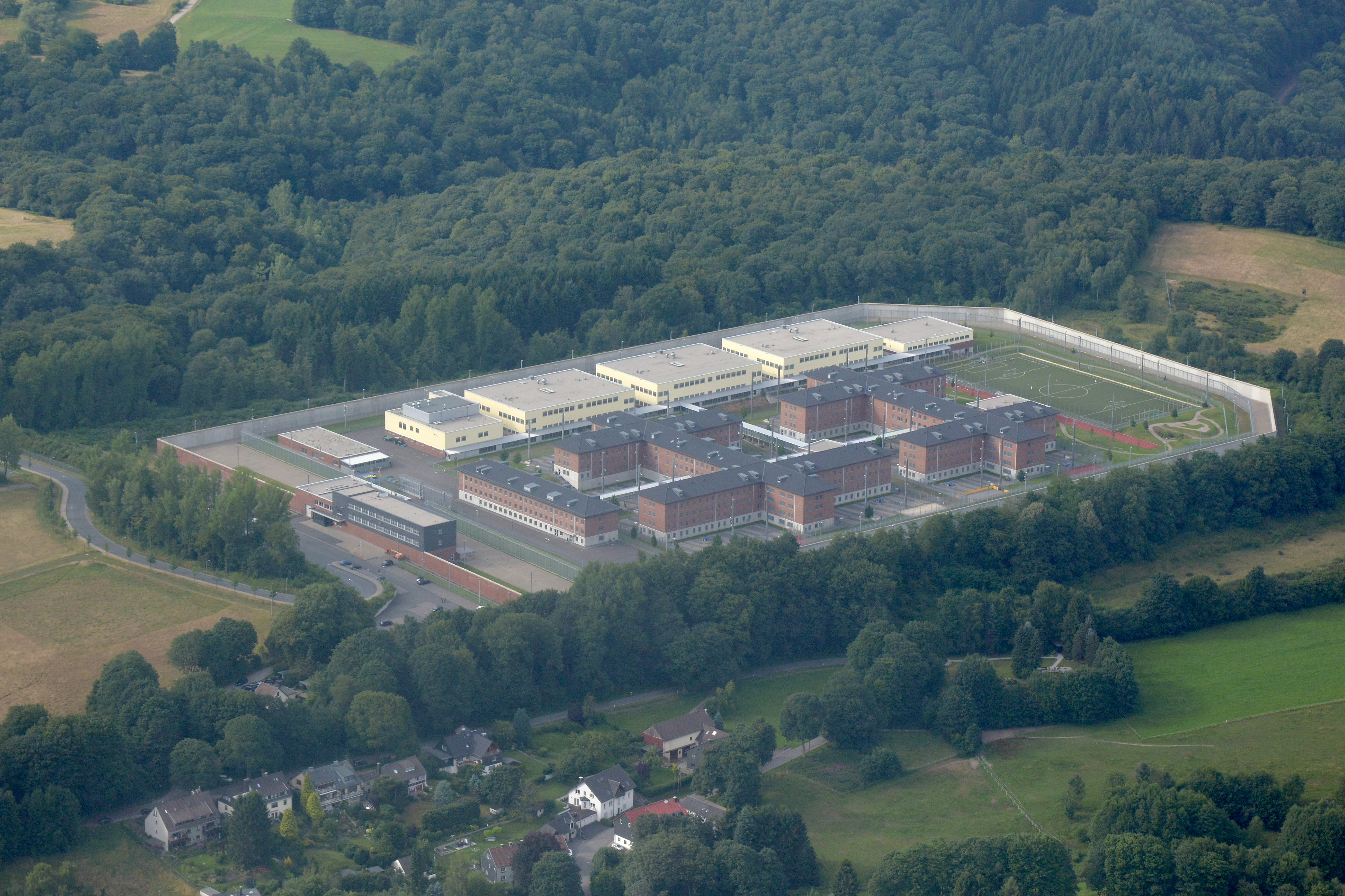
Die Justizvollzugsanstalt Wuppertal-Ronsdorf in Erbschlö

Die erste urkundliche Erwähnung Erbschlös stammt aus dem Jahr 1312. Erbschlö war zentraler Hof der Honschaft Erbschlö im Kirchspiel Lüttringhausen. Bis 1407 gehörten der Hof und die vermutlich zu dieser Zeit auch bereits existierende Honschaft zum bergischen Amt Bornefeld, gingen in diesem Jahr aber zusammen mit den übrigen Kirchspiel Lüttringhausen an das Amt Beyenburg über. Die Amtsgrenze zum kurkölnischen, später märkischen Schwelm entlang der Wupper wurde durch zwei Linien der bergischen Landwehr gesichert, wovon die Elberfelder Linie unmittelbar nördlich und östlich des Weilers verlief.
1547 wird Erbschlö in einer Liste für zu leistende Hand- und Spanndienste erwähnt. 1715 verzeichnete Erich Philipp Ploennies in seinem Werk Topographia Ducatus Montani den Hof. 1774 wird die Zugehörigkeit zur Stadt Ronsdorf deutlich.
1832 war Erbschlö ein eigenständiges Dorf im ländlichen Außenbezirks der Stadt Ronsdorf. Laut der Statistik und Topographie des Regierungsbezirks Düsseldorf besaß der Ort zu dieser Zeit 19 Wohnhäuser und 13 landwirtschaftliche Gebäude. Zu dieser Zeit lebten 125 Einwohner im Ort, 22 katholischen und 103 evangelischen Glaubens. Im Gemeindelexikon für die Provinz Rheinland von 1888 werden 18 Wohnhäuser mit 236 Einwohnern angegeben.
Größere Umfeldveränderungen fanden erst mit dem Bau der Wuppertaler Kasernen ab 1936 statt. Westlich des Weilers wurde ein Sportplatz angelegt, dahinter schloss sich auf dem Gelände der Ronsdorfer Anlagen das Kasernengelände der Diedenhofen-Kaserne an. Dazwischen wurde in den 1990er Jahren eine Standortverwaltung neu errichtet. Das Gelände nördlich Erbschlös wurde infolge des Kasernenbaus zu einem Standortübungsplatz umgewidmet und es wurde auf der Erhebung Kastenberg östlich Erbschlös ein Langwaffenschießstand erbaut. Daneben befand sich eine umfriedete und bewachte Munitionsniederlage.
Das Gelände des Kastenbergs war in der zweiten Hälfte des 20. Jahrhunderts als Reservestandort einer Mülldeponie vorgesehen, später wurde auf der Erhebung die Errichtung einer Windkraftanlage diskutiert. Diese Vorhaben wurde letztlich von der Verwaltung abgelehnt. Mit dem Ausbau der Landesstraße 419 in den 1950er Jahren und der Erschließung des südlich sich anschließenden Gewerbegebiets Ronsdorf in den 1980er Jahren später ging die ländliche Lage weitgehend verloren. Die durch den Ort führende Straße entlang des Erbschlöer Bachs war bis zum Ausbau der Landesstraße 419 und dem Bau der nahen Blombachtalbrücke die Hauptverkehrsanbindung Ronsdorfs in östliche Richtung (nach Öhde, Langerfeld und Oberbarmen).
Im Jahre 2007 wurden Pläne vorgestellt, auf der ehemaligen Bundeswehrliegenschaft nördlich des Ortes (Sportplatz, Standortverwaltung, Schießstand, Munitionsniederlage) Neubauten für die Justizvollzugsanstalt Wuppertal-Ronsdorf (JVA), die Justizvollzugsschule Nordrhein-Westfalen und die Landesfinanzschule Nordrhein-Westfalen sowie die Bereitschaftspolizei zu errichten, deren Polizeikasernen sich derzeit bei Lichtscheid befinden. Obwohl gegen diese Pläne Proteste von Anwohnern und Naturschützern entstanden, wurde die JVA 2011 nach zweijähriger Bauzeit eröffnet, Anfang 2012 begannen die Bauarbeiten für den Neubau der Justizvollzugsschule und der Landesfinanzschule, die Ende 2014 abgeschlossen wurden. Im Bereich des Kastenbergs wurde aufgrund einer Ausgleichsmaßnahme zum Bau der JVA, die ein natürliches Biotop unter anderem für Kammmolche zerstörte, ein neues, künstliches Biotop angelegt.
Die umfangreichen Baumaßnahmen haben das Ortsbild des Weilers nachhaltig verändert.

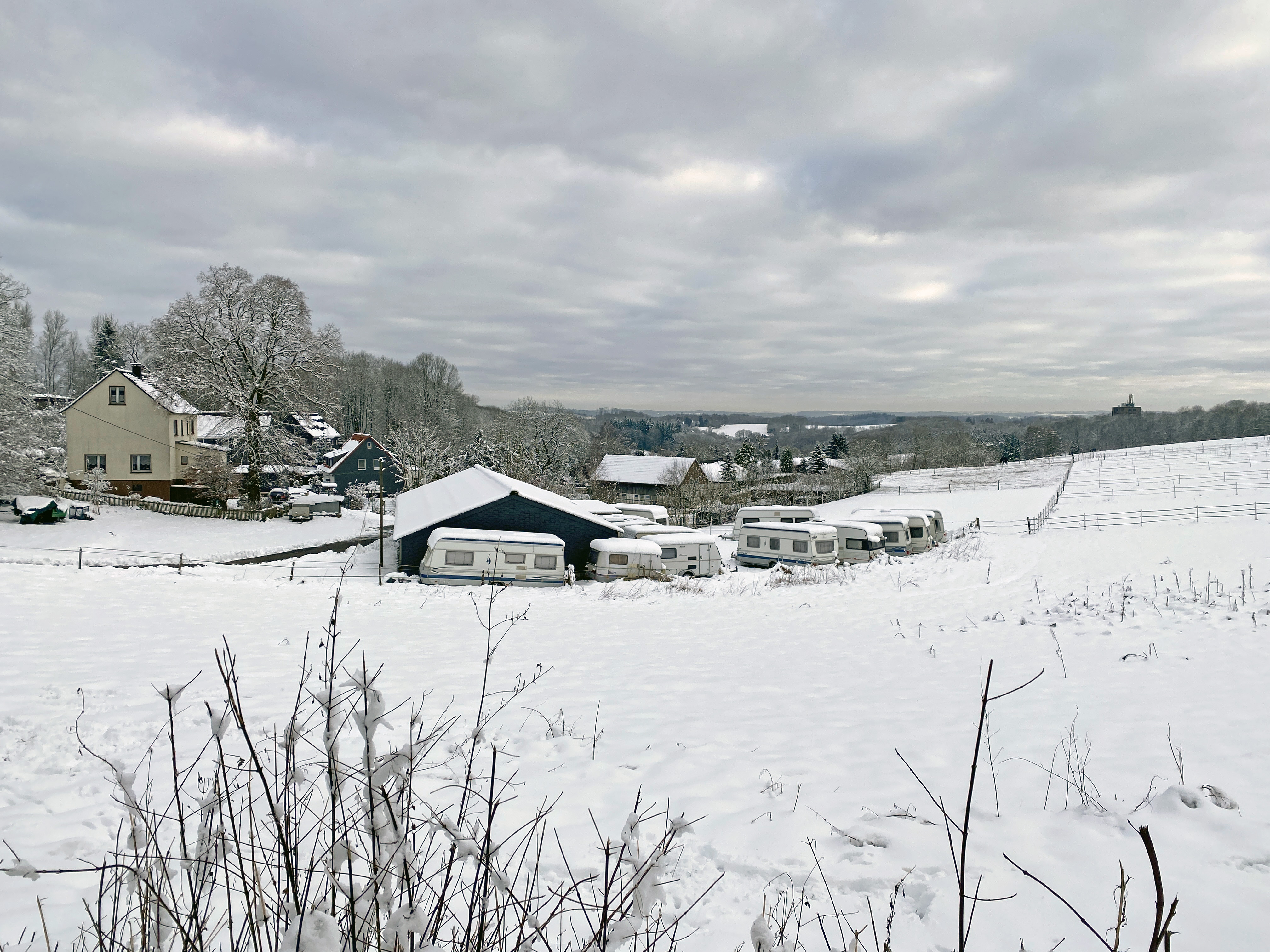
Erbschlö
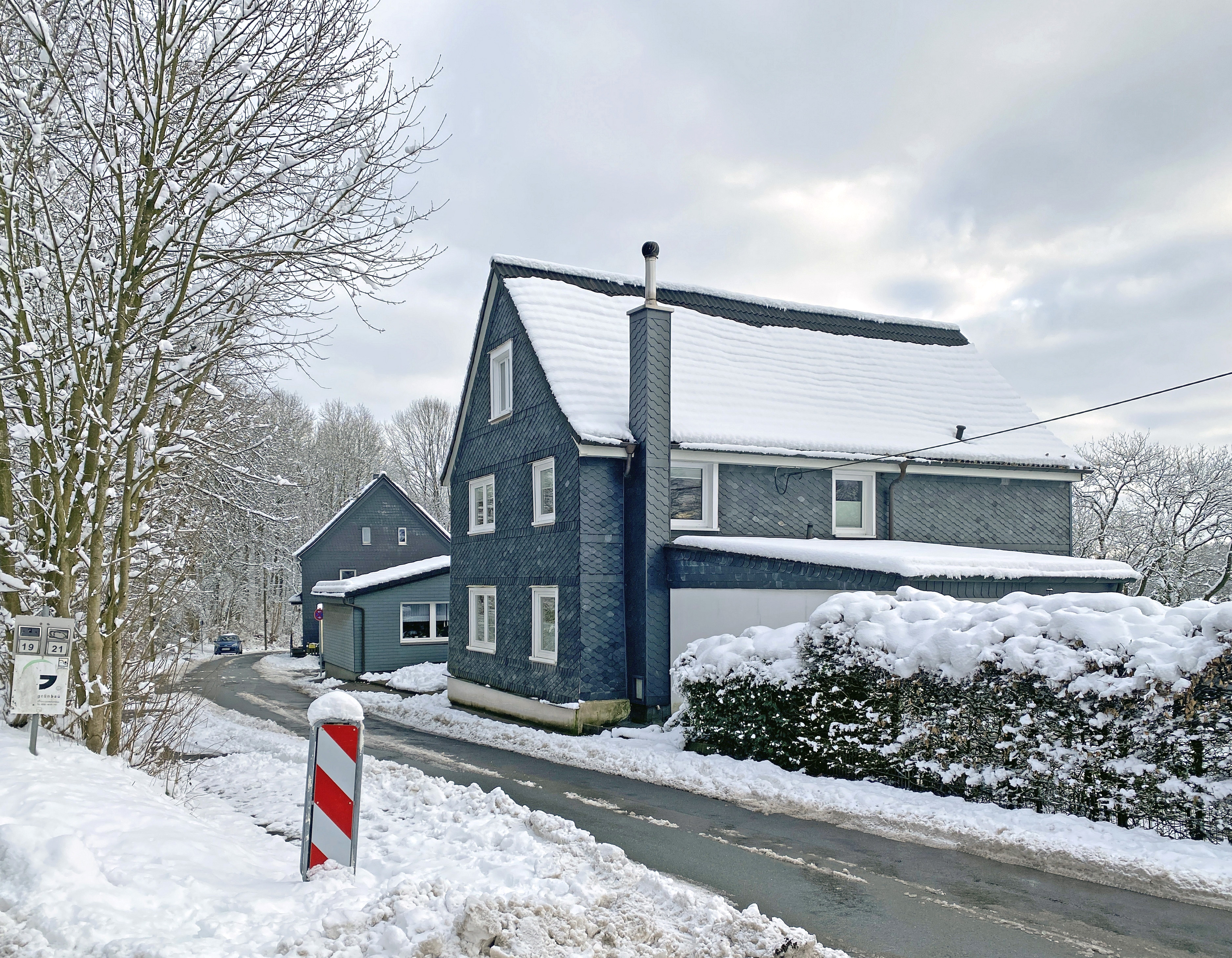
Erbschlö 16
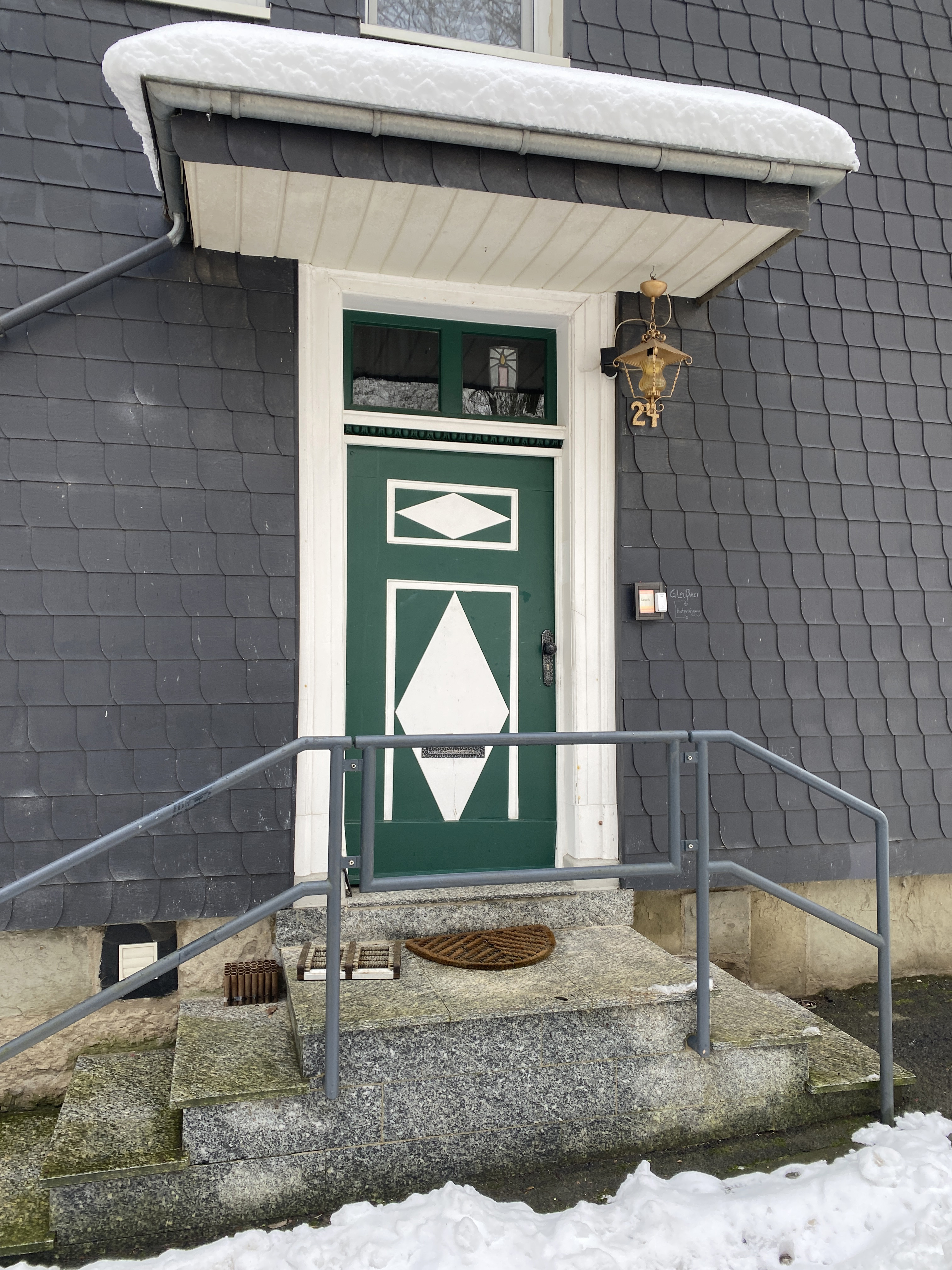
Tür Erbschlö 24
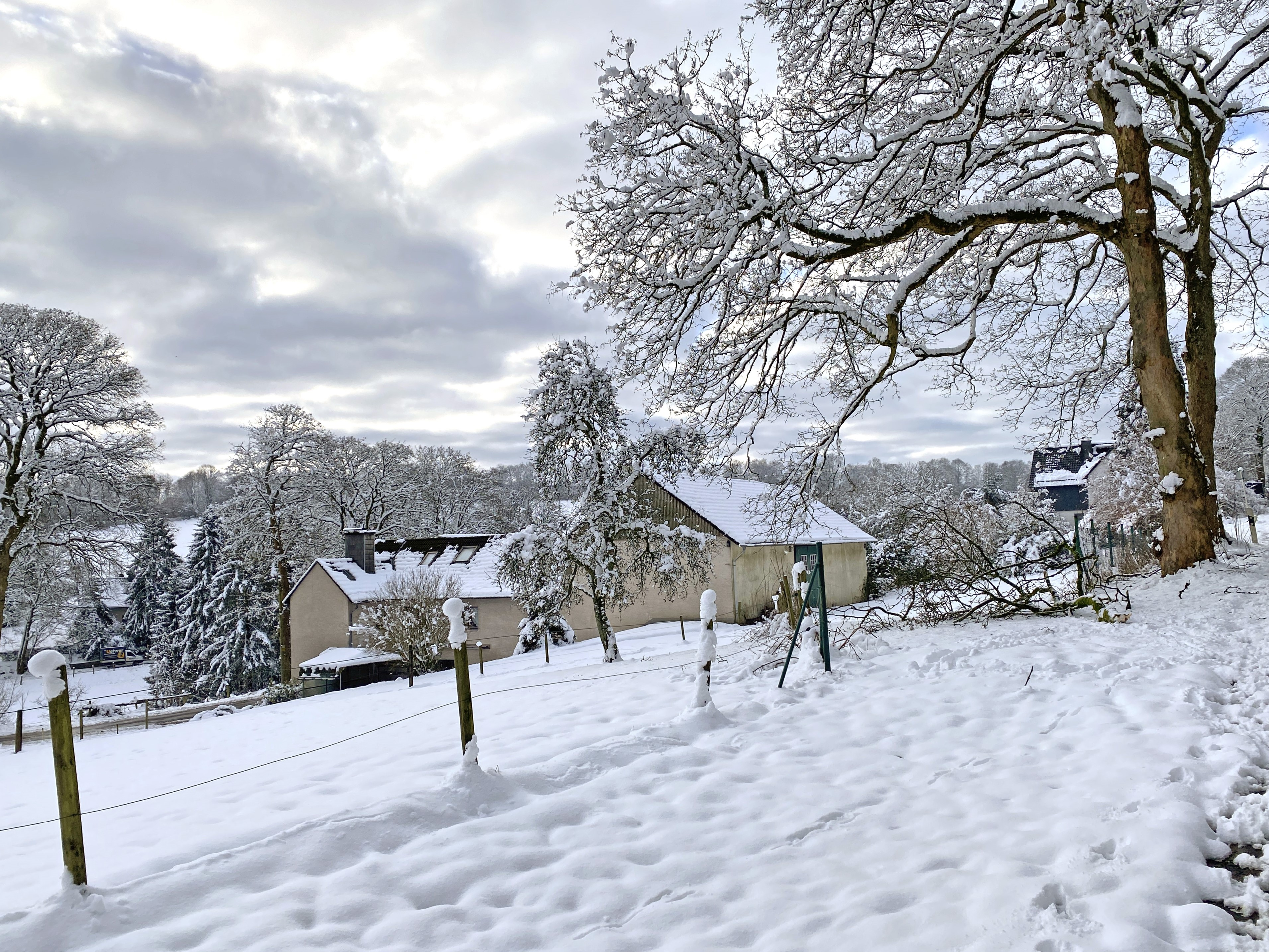
Erbschlö 64/66
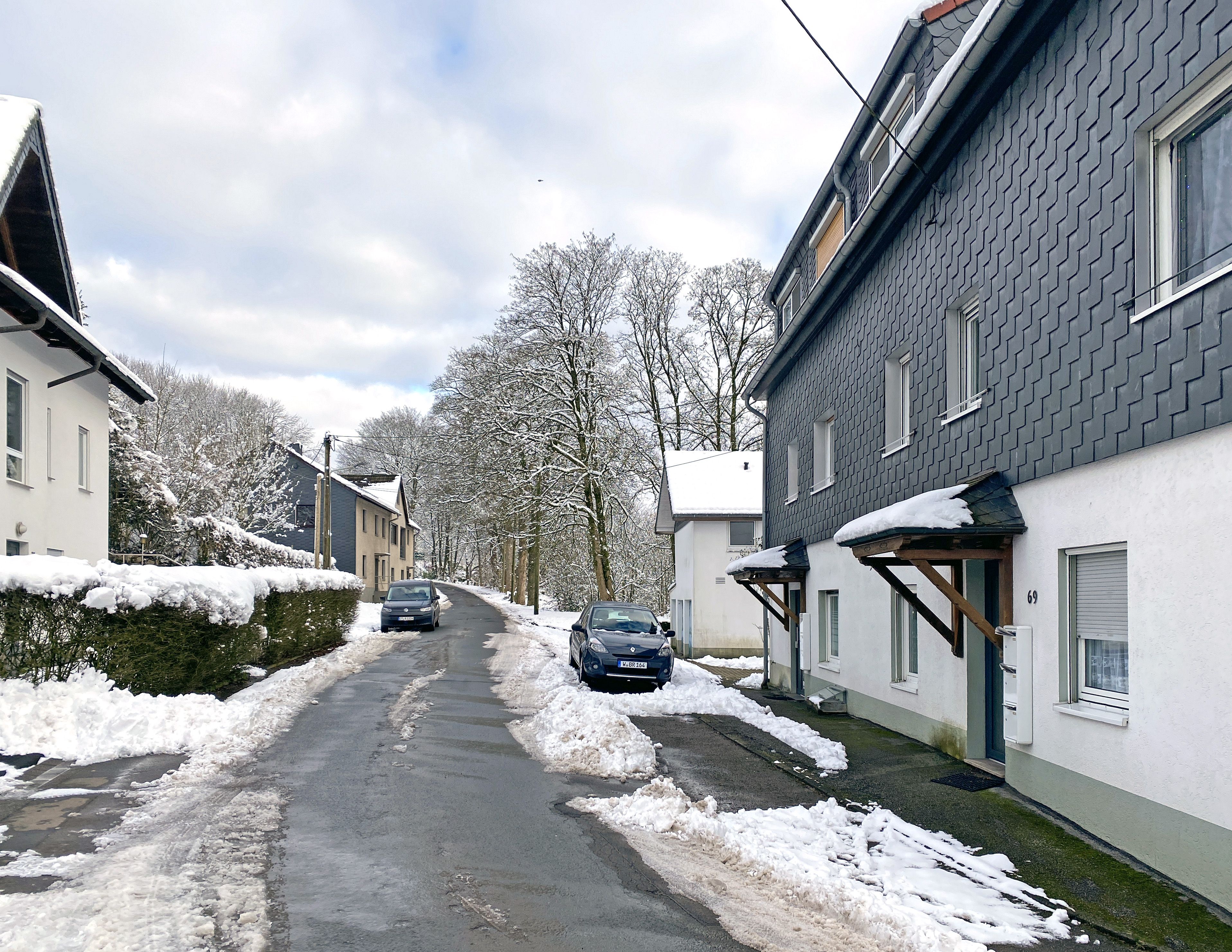
Erbschlö
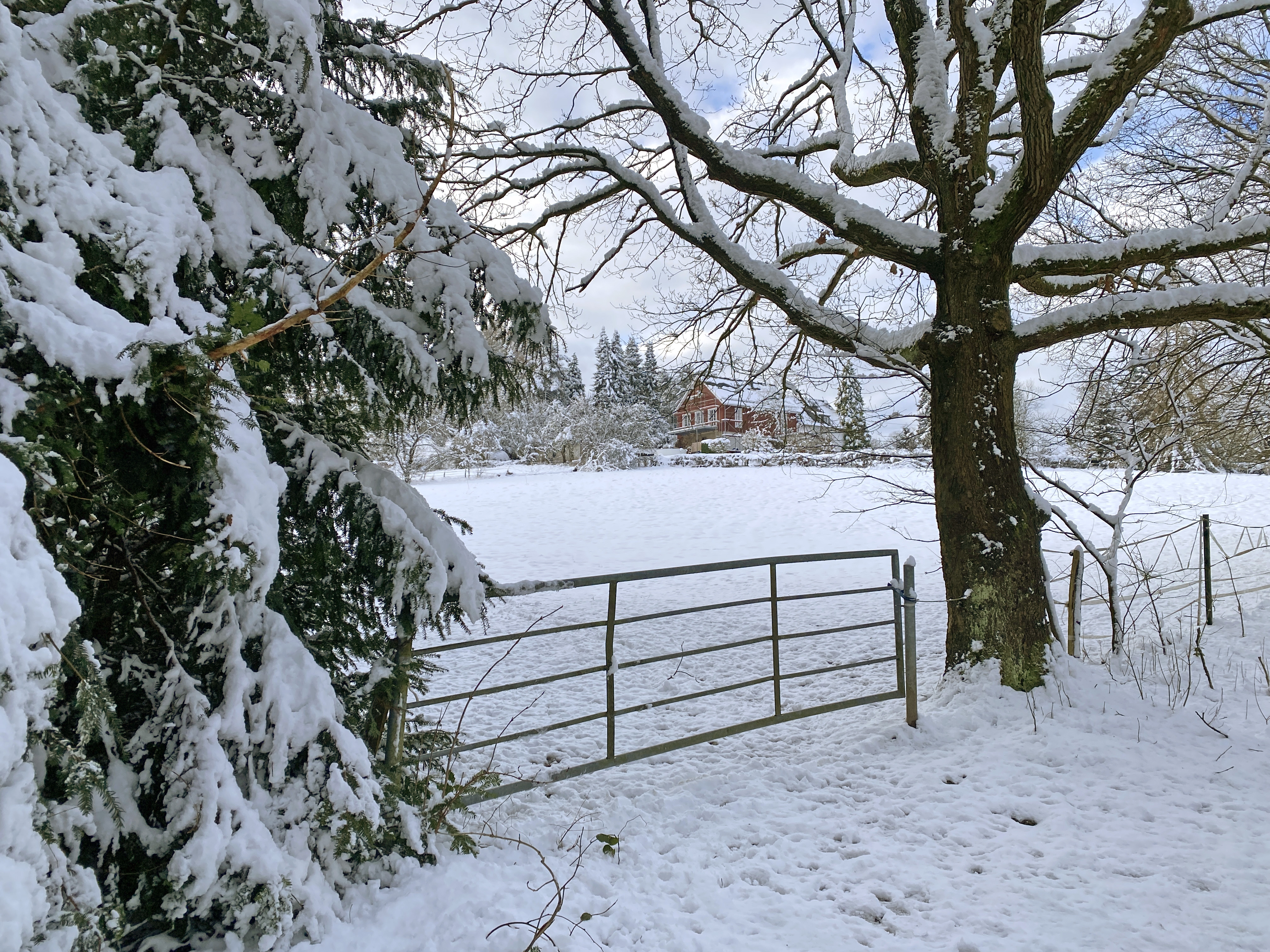
Erbschlö 82
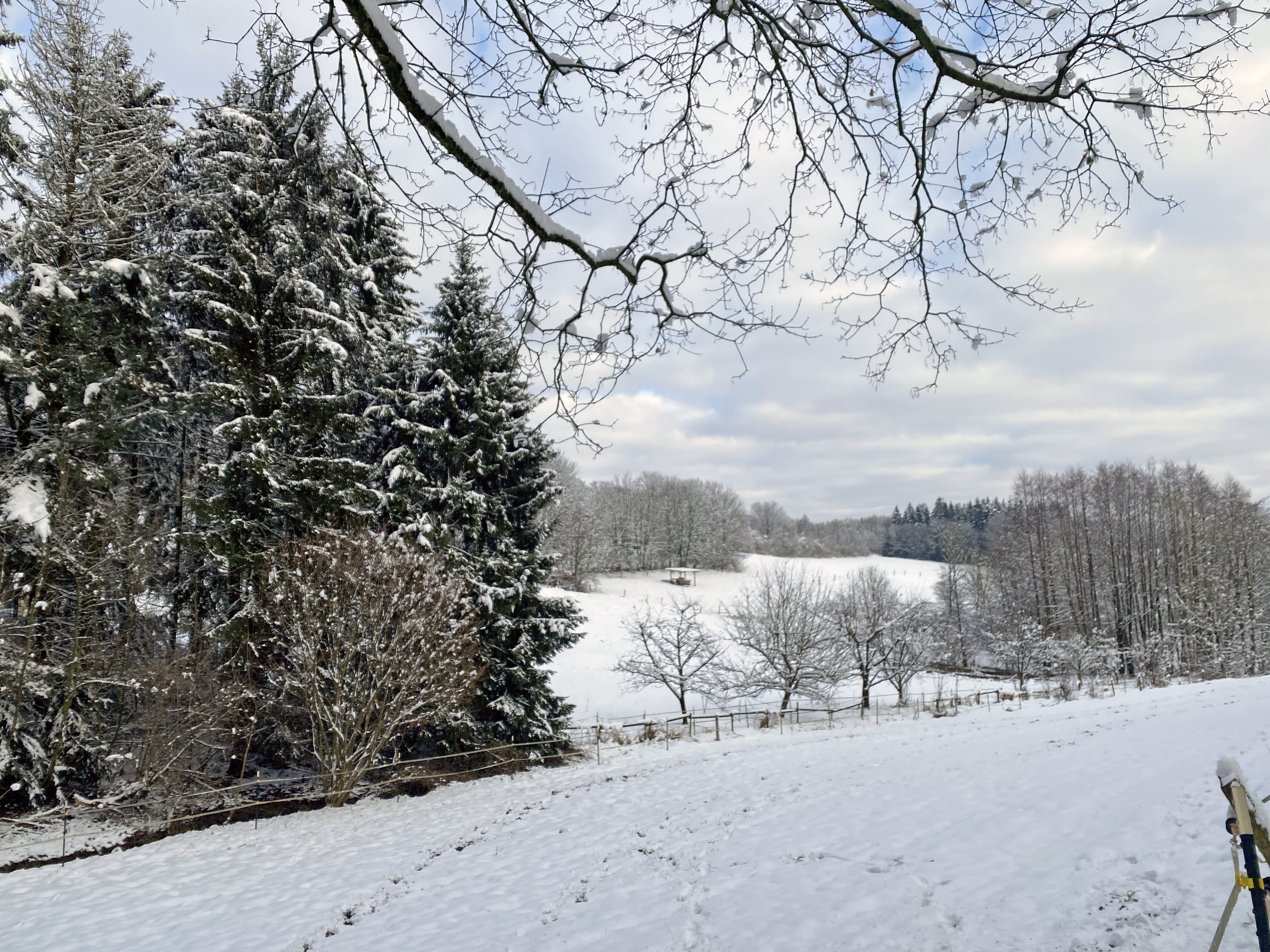
Erbschlöer Bachtal
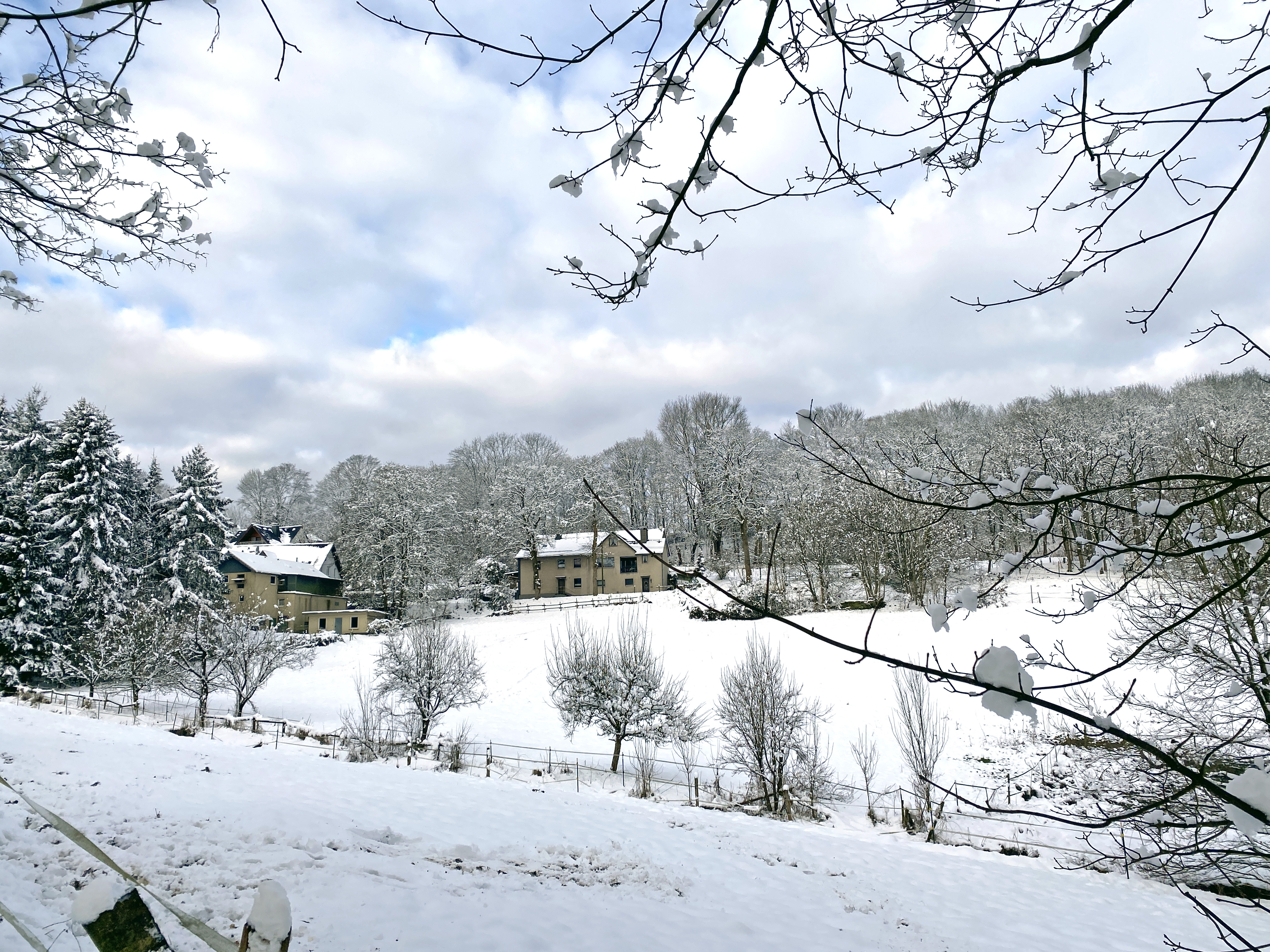
Erbschlöer Bachtal
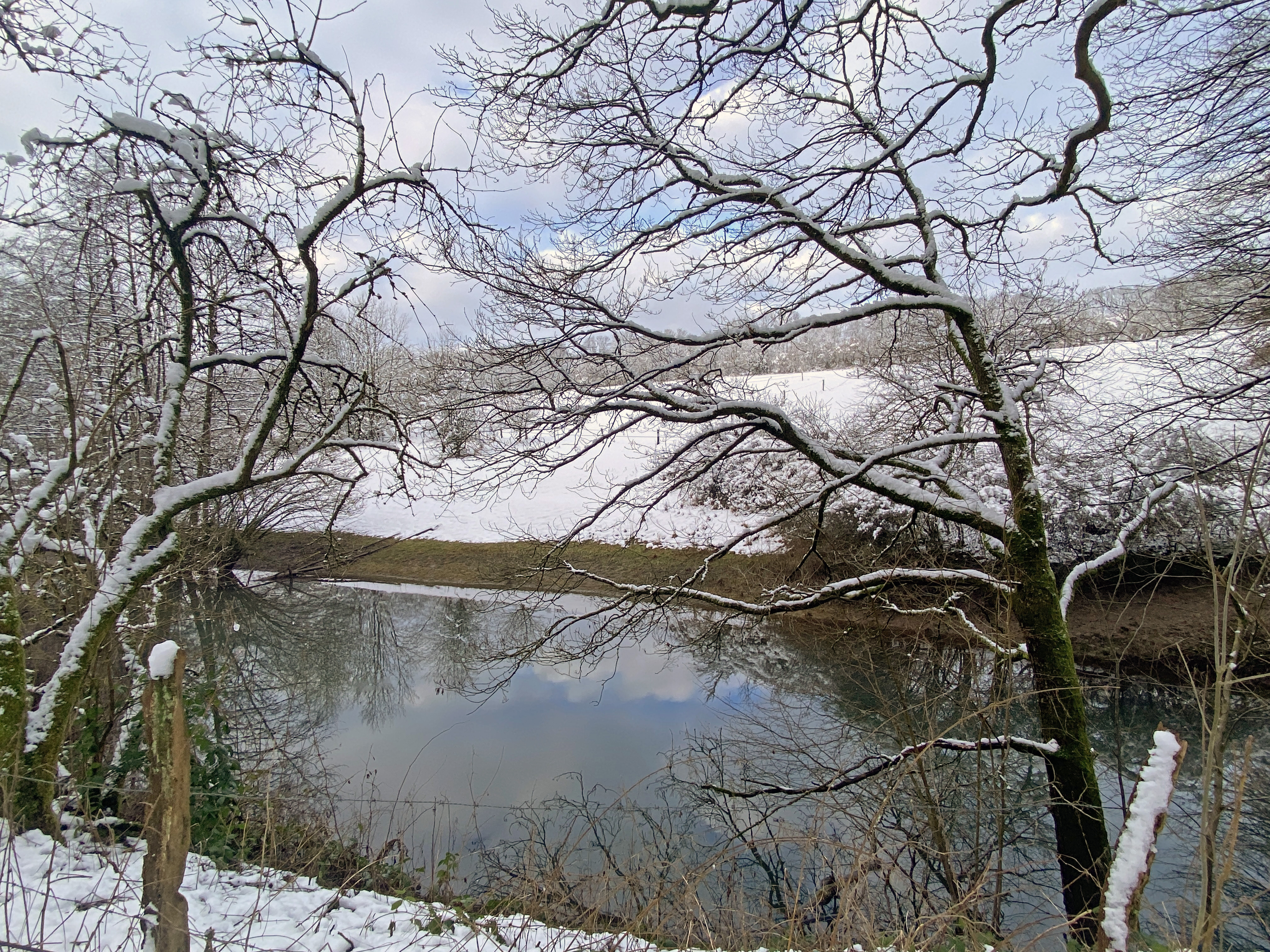
Erbschlöer Bachtal